# بيت الجالدي (الرجم)

تعديل مصدري - تعديل

بيت الجالدي هي إحدى قرى عزلة بني هيثم بمديرية الرجم التابعة لمحافظة المحويت، بلغ تعداد سكانها 77 نسمة حسب تعداد اليمن لعام 2004.